# Elbistan
Elbistan er et distrikt i det sydøstlige Tyrkiet. Befolkningstallet er 142.548 (2019) og er det største og mest befolkede distrikt i Kahramanmaraş provinsen.